# Itapajé
Itapajé é um município do estado do Ceará, no Brasil. Sua população estimada em 2016 é de mais de 50 mil habitantes. Segundo o mesmo censo, a cidade está entre as melhores do Estado no que diz respeito à geração de empregos, alcance de rede de energia elétrica, pavimentação dos logradouros e coleta de lixo.

## Etimologia
O topônimo Itapajé vem da língua tupi. Significa "feiticeiro de pedra", através da junção dos termos ita (pedra) e pajé (feiticeiro). Sua denominação original era Riacho do Fogo, depois Povoado de Nossa Senhora da Penha, Vila Constituinte, Santa Cruz de Uruburetama, São Francisco de Uruburetama, São Francisco e, desde 1931, Itapajé.
O mesmo termo também foi utilizado posteriormente para nomear o navio brasileiro Itapajé, utilizado no transporte de carga e de passageiros, torpedeado pelo submarino alemão U-161, em 26 de setembro de 1943, no litoral do estado de Alagoas. O nome Itapajé designava ainda um antigo porto na atual cidade de Itarema, no período colonial, época das charqueadas no Ceará.

## História
As terras do atual município de Itapajé localizam-se na região centro-sul da Serra de Uruburetama, onde habitavam os índios Guanacés, Apuiaré e outras etnias de línguas Tupi e Tapuia.
A primeira descrição da região da Serra da Uruburetama encontra-se em 'Relação do Maranhão de 1608' do padre jesuíta Luís Pereira Figueira que relata sua incursão na "Serra dos Corvos" junto com o padre Francisco Pinto em 1607. A 'Missão do Maranhão'  que tinha como objetivo de catequizar os índios Tabajaras da Serra da Ibiapaba.

### Ocupação Europeia
No final do século XVII, com a definitiva ocupação da terras da Capitania do Siará Grande pelos portugueses, esta região começou a ser ocupada pela lei de Sesmarias. O início da colonização da Serra da Uruburetama se deu quando em 1720 foi concedida ao Capitão-Mor das Entradas Bento Coelho de Moraes e à sua neta Maria da Assunção uma data de sesmaria no centro da Serra da Uruburetama. Em 1739, Maria da Assunção recebe de seu avô a porção de terras entre o rio Mundaú e o rio Caxitoré, após seu casamento com Hilário Pereira Cordeiro. Já em 1750 o casal vende a data de sesmaria a Manoel Gomes Ramos, que a recebe em concessão no 7 de agosto de 1750.
No final do século XVIII, o Frei Vidal da Penha, em uma das suas visitas de desobriga (visita de um padre a um local que não tem padres), plantou, no reduto, o seu tradicional cruzeiro. No local erigiu-se a Capela de Nossa Senhora da Penha, primeiro nome do povoado que se formava no seu entorno com a chegada de portugueses que visavam à implantação a pecuária na região.
Em 1849, o povoado de Nossa Senhora da Penha é elevado à categoria de vila com a denominação de Vila da Constituinte, pela Lei Provincial nº 502, de 22 de dezembro de 1849. A vila tornou-se a sede do município de Santa Cruz da Uruburetama em 1850, que teve seu território formado através do desmembramento de terras dos municípios de Fortaleza, Canindé e Itapipoca. Em 1859, a sede do município é transferido para a vila de São Francisco de Uruburetama, através da Lei Provincial nº 88, de 20 de julho daquele ano.
Itapajé entrou para história do Brasil como a segunda cidade a libertar escravizados, no dia 2 de fevereiro de 1883.

### Antigas Denominações

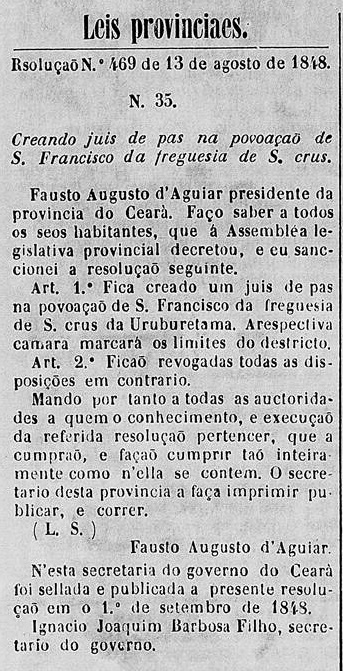
Resolução Nº 469 de 13 de agosto de 1848 que cria o cargo de juiz de paz no povoado de São Francisco, na freguesia de Santa Cruz da Uruburetama

Ao longo do tempo, Itapajé, que teve sua sede inicial no distrito de Santa Cruz, Itapajé, recebeu inúmeras denominações. Inicialmente fazia parte da Vila do Forte (atual Fortaleza), e era referenciada em diversos documentos oficiais como povoado de Nossa Senhora da Penha:
- Antes de 1800: Povoado de Nossa Senhora da Penha da Uruburetama, parte da Vila do Forte, atual Fortaleza (de acordo com documentos eclesiásticos antigos);
- 1818: Povoado de Santa Cruz, parte da Vila do Forte;[18]
- 1846: Santa Cruz, parte do município da Imperatriz (atual Arapari, Itapipoca);
- 1849: Vila da Constituinte (atual Santa Cruz, Itapajé), elevado à categoria de município;[19]
- 1850: Santa Cruz da Uruburetama;
- 1859: São Francisco da Uruburetama (sede do município transferida para a atual localização de Itapajé);
- 1893: São Francisco;
- 1931: São Francisco, voltando à categoria de povoado e anexado ao município do Arraial (atual Uruburetama);
- 1933: São Francisco, restaurado como município;

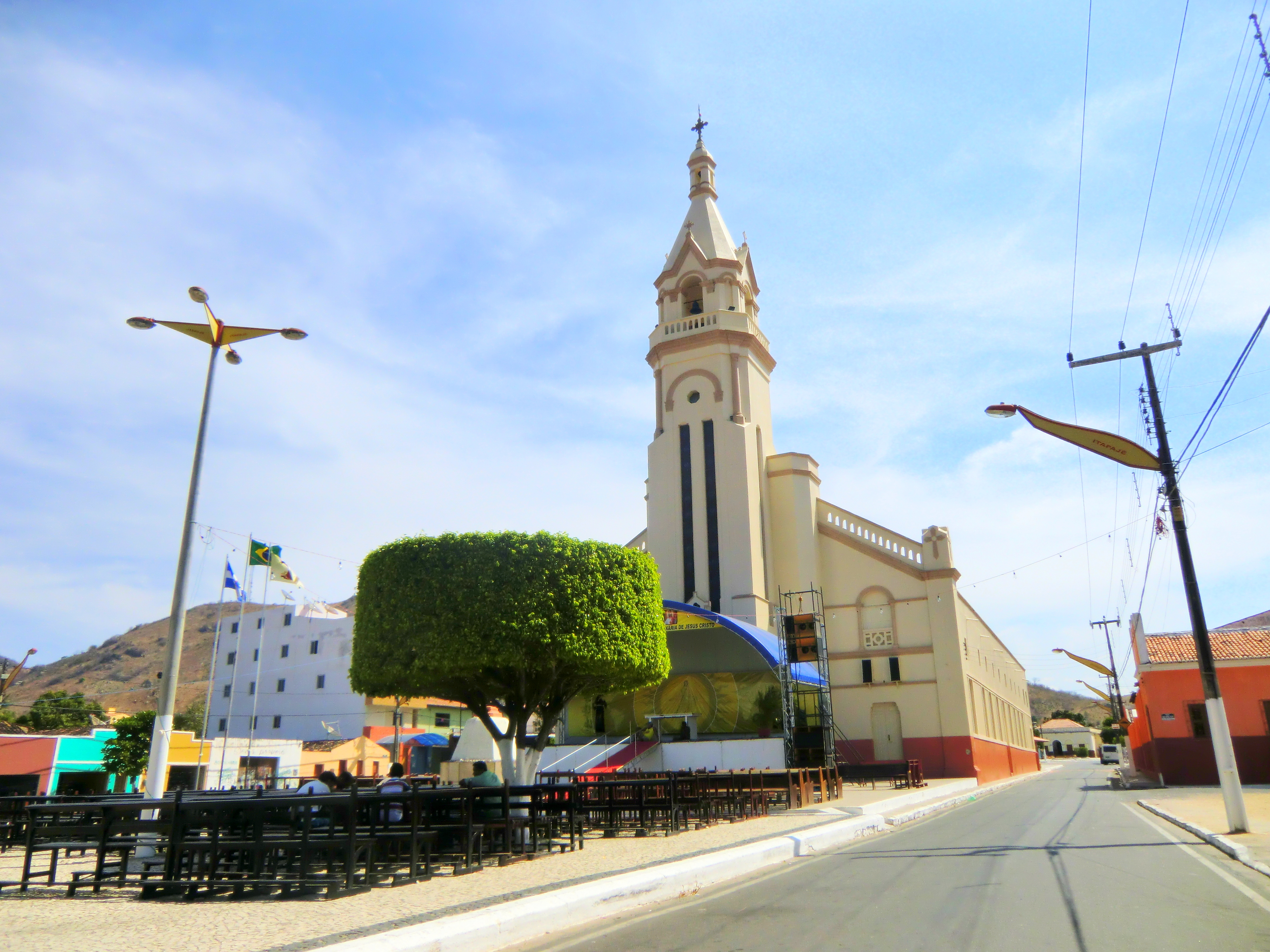
Igreja Matriz da Paróquia São Francisco de Assis

- 1943: Itapagé;
- 1989: Itapajé.

## Geografia

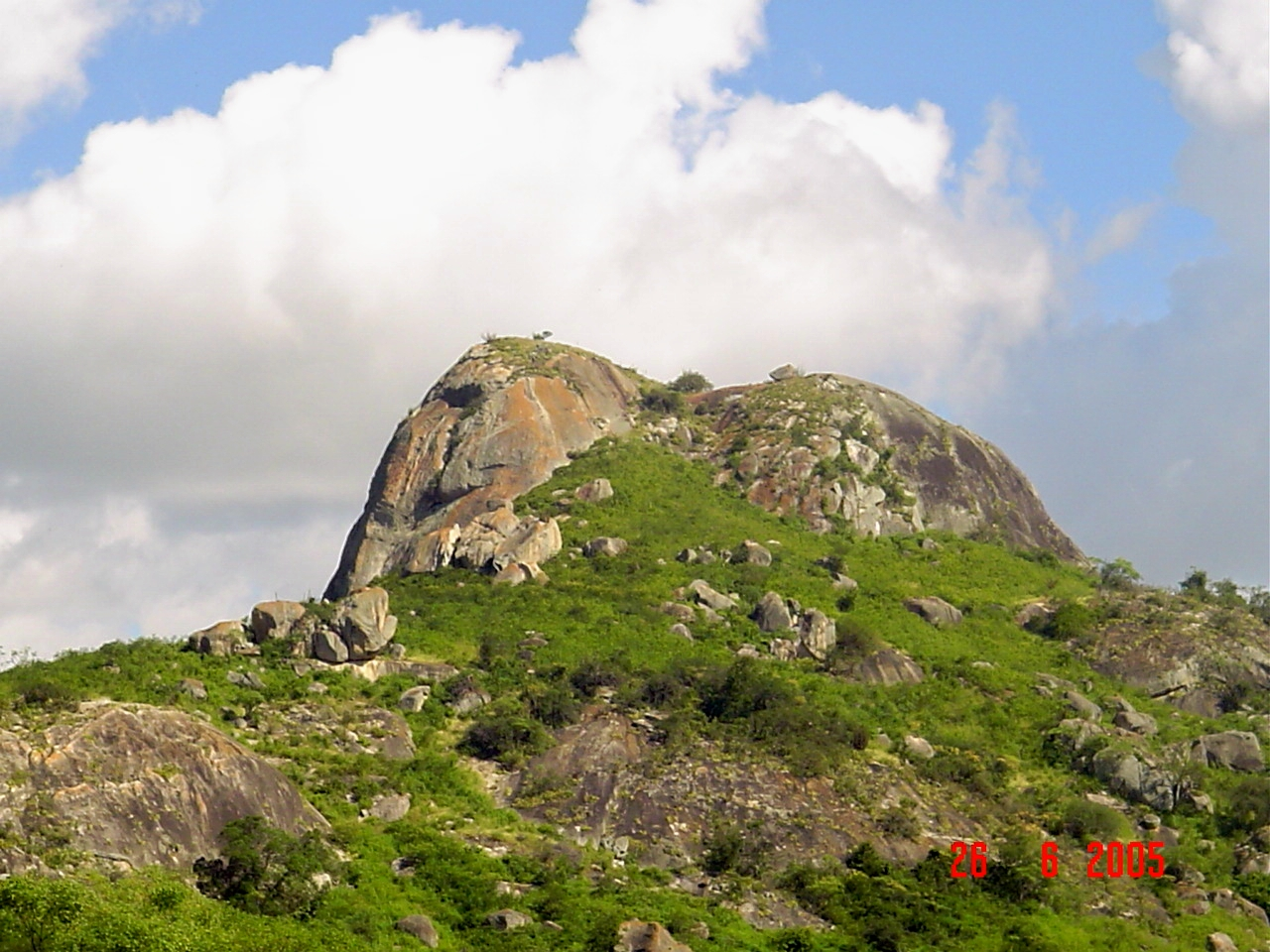
Pedra da Boca Negra, distrito de Baixa Grande

### Clima
Tropical quente semiárido com pluviometria média de 836 mm com chuvas concentradas de janeiro a abril. Em 2011, segundo os dados da FUNCEME, a precipitação anual foi em torno de 95,3 mm.

### Hidrografia e recursos hídricos
As principais fontes de água são:
Rios: Caxitoré e Itapajé, que deságuam no Rio Curu.
Riachos: Camocim, Capim Açu, Eldorado, Ipu, São Joaquim e outros.
Açudes: Caxitoré, 1 adutora e 56 poços. A Barragem do Ipu, construída durante o mandato do ex-prefeito Padre Marques, com recursos do governo do estado e inaugurado em 11 de maio de 2013, sua capacidade prevista é 4.850.000 m³.

### Relevo e solos
Localizada na Serra de Uruburetama, tem, com principais elevações, as serras do Mulungu, de Uruburetama e das Vertentes.
O solo é composto de Luvissolos (9,02%), Neossolos Litólicos (54,22%), Planossolos solódicos (0,79%) e Argissolos (35,95).

### Vegetação
Embora localizada na Serra de Uruburetama, a caatinga é a vegetação predominante, juntamente com resquícios de Mata Atlântica nas áreas de altitudes das serras.

### Subdivisões
O município é dividido em onze distritos:
- Itapajé (sede);
- Aguaí;
- Iratinga;
- Santa Cruz;
- Baixa Grande;
- Soledade;
- Pitombeira;
- Serrote do Meio;
- São Tomé;
- Armador;
- Mulungu.

## Economia
Agricultura: algodão, banana, caju, mandioca, milho, feijão e manga. Pecuária: bovino, suíno e avícola. Artesanato: bordado. Ainda encontram-se três indústrias sediadas no município: uma pequena indústria de doces, uma de confecções e uma, de maior porte, de fabricação de calçados.

## Política
Em Abril de 2016 pela primeira vez na história do município um prefeito, Ciro Mesquita Braga, foi afastado por corrupção ativa. Em julho de 2016 o prefeito afastado, Ciro Mesquita da Silva Braga e o vereador Idervaldo Rodrigues Rocha foram presos por "tumultuar as provas" na segunda fase da operação Frade de Pedra do Ministério Público Estadual que investigava fraudes. Também foi determinado o afastamento do prefeito e do vereador por tempo indeterminado, acusados de falsificação de documento público, falsidade ideológica, inserção de dados falsos em sistema de informação, fraude em procedimento licitatório, extravio de documento .peculato.

## Educação

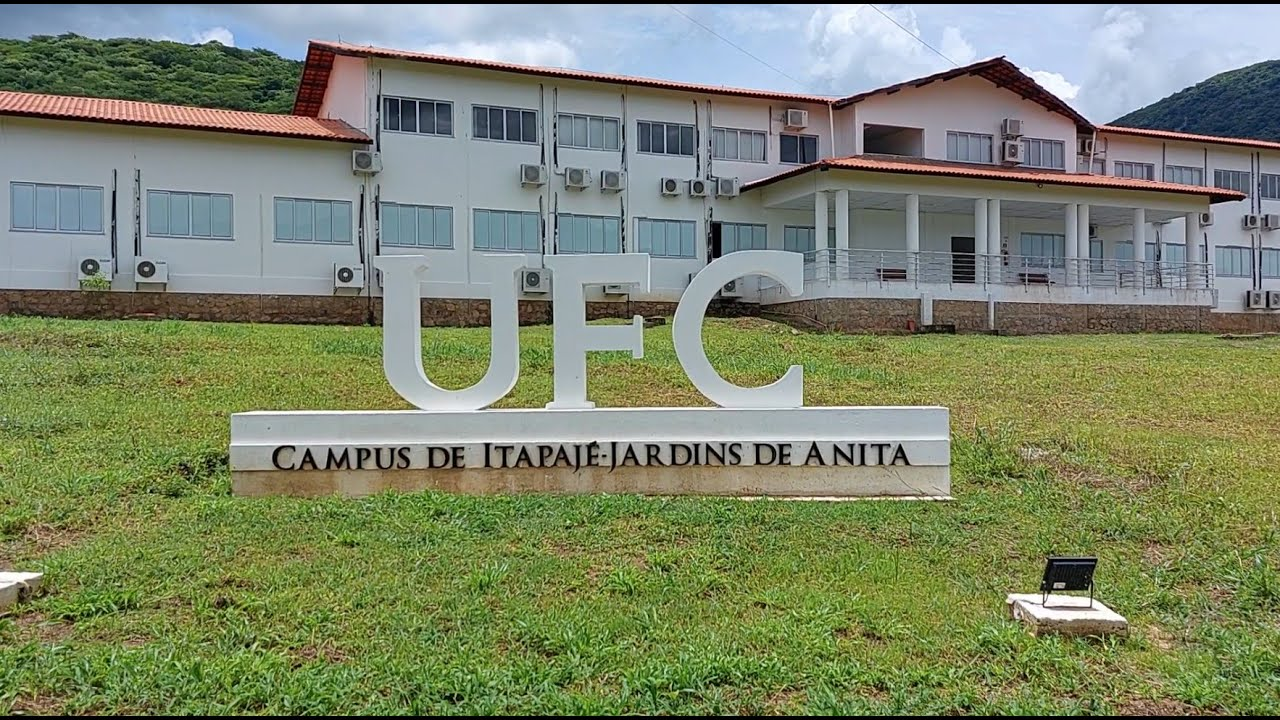
Universidade Federal do Ceará - Campus de Itapajé (Jardins de Anita)

Em 2021, foi inaugurado o Campus Itapajé (Jardins de Anita) da Universidade Federal do Ceará (UFC), que oferta à comunidade do Vale do Curu, três cursos de graduação tecnológica: Análise e Desenvolvimento de Sistemas, Ciência de Dados e Segurança da Informação.
O Campus possui um teatro, um dos maiores do Estado do Ceará, ainda em fase de conclusão. A expectativa é de que, após a finalização das obras, o equipamento cultural tenha 286 lugares na plateia e um palco com 10 metros de largura. Além disso, o equipamento deverá contar com bilheteria, camarins, salas de ensaio, área administrativa, anfiteatro na parte externa, biblioteca e restaurante. O espaço também deverá ser utilizado para a exibição de filmes.

## Turismo
O turismo é uma das principais fontes de renda devido as atrações naturais tais como: Pedra do Frade, Piscina Natural (Soledade), Pedra da Caveira, Pedra das Noivas, Pedra dos Ossos; além de bicas naturais, trilhas para caça e serras verdes.

## Cultura
Os principais eventos são:
- Aniversário da Assembleia de Deus Templo Central  (20 de julho).
- Encontro com Deus (Comunidade de Nova Vida).
- Festa do Padroeiro (São Francisco de Assis).
- Dia do Município.
- Festival de Quadrilhas Juninas.
- Torneio Itapajeense de Motocross.
- Grupos de jovens da Pastoral da Juventude.
- Festa de Nossa Senhora da Penha no Distrito de Cruz.

## Futebol
Quando o Itapajé Futebol Clube encontra-se na 2ª Divisão do Campeonato Cearense, torcedores de várias localidades se deslocam para o município para o estádio municipal Raimundo Vieira, principalmente para acompanhar as equipes do Fortaleza Esporte Clube e do Ceará Sporting Club, as duas maiores agremiações futebolísticas do Estado e donos das maiores torcidas.

## Comunicação
Itapagé dispõe de duas emissoras de rádio próprias da cidade: Atitude FM 96,9 e Guanacés AM 1470, além de receber frequências de outras rádio AM e FM.
Os canais analógicos de TV em Itapajé são: 04 - TV Verdes Mares (Globo), 05 - TV Ceará (TV Brasil)[FORA DO AR], 07 - NordesTV (Band) [nunca pegou sinal], 13 - TV Jangadeiro (SBT), 16 - TV Cidade (RecordTV) e 28 - TV Diário.